# French Open 1912 (Badminton)
Die French Open 1912 im Badminton fanden vom 21. bis zum 22. Dezember 1912 in Dieppe statt. Es war die 5. Auflage dieser Veranstaltung.

## Finalresultate
| Disziplin    | Sieger                                    | Finalist                 | Ergebnis     |
| ------------ | ----------------------------------------- | ------------------------ | ------------ |
| Herreneinzel | George Alan Thomas                        | H. A. Gardner            | 15-12, 15-12 |
| Dameneinzel  | Lavinia Clara Radeglia                    | D. Touleau               | 11-3, 11-7   |
| Herrendoppel | George Alan Thomas H. A. Gardner          | G. Thoumyre Robert Ango  | 15-8, 15-9   |
| Damendoppel  | Lavinia Clara Radeglia Cécile Ropert      | Taylor Sarniguet         | 15-12, 15-7  |
| Mixed        | George Alan Thomas Lavinia Clara Radeglia | H. A. Gardner D. Touleau | 15-13, 15-4  |